# Livada (okręg Buzău)
Livada – wieś w Rumunii, w okręgu Buzău, w gminie Grebănu. W 2011 roku liczyła 585 mieszkańców.